# ミマ・ヤウソベッツ
ミマ・ヤウソベッツ（Mima Jaušovec, 1956年7月20日 - ）は、ユーゴスラビア（現スロベニア）・マリボール出身の元女子プロテニス選手。主に全仏オープンで活躍し、1977年の女子シングルスで優勝した。同大会では1978年と1983年の2度準優勝もある。WTAツアーでシングルス5勝、ダブルス6勝を挙げた。身長160cm、体重50kg、右利き。

## 来歴
ヤウソベッツは17歳の時、1973年から女子テニス国別対抗戦・フェデレーションカップのユーゴスラビア代表選手になった。1974年の全仏オープンで4大大会にデビューした時、本戦1回戦の相手は日本の沢松和子選手であった。ヤウソベッツは沢松を 7-6, 6-3 で破ったが、続く2回戦で敗退する。ウィンブルドンでは女子ジュニア部門と本大会の両方に出場し、ジュニア部門で優勝を飾った。本戦でも1回戦で同じ年のマルチナ・ナブラチロワを 6-4, 3-6, 6-3 で破り、第4シードのロージー・カザルス（アメリカ）との3回戦まで進出している。当時のヤウソベッツはアマチュア選手として、ジュニア部門と本大会の両方に掛け持ちで出場していた。1975年にプロ選手となる。1975年のウィンブルドンベスト16（4回戦でオルガ・モロゾワに敗退）、1976年の全米オープンベスト4（準決勝でクリス・エバートに敗退）を経て、ヤウソベッツは世界のトップレベルに躍進してゆく。
1977年の全仏オープン女子シングルス決勝で、ミマ・ヤウソベッツはフロレンツァ・ミハイ（ルーマニア）を 6-2, 6-7, 6-1 で破り、ユーゴスラビア出身のテニス選手として最初の4大大会優勝者に輝いた。しかし1978年の同大会では、決勝戦でルーマニア女子の第一人者バージニア・ルジッチに 2-6, 2-6 で敗れ、全仏オープンの大会2連覇を逃した。この年はウィンブルドンで自己最高のベスト8に勝ち上がり、大会前年優勝者だったイギリスのバージニア・ウェードに敗れている。なお、全仏オープンの女子シングルス本戦は1980年まで出場資格者が「64名」であり、決勝までに6試合を勝ち進む流れになっていたが、1981年から出場枠が現在のような「128名」になり、7試合を勝ち進む方式に拡大された。ウィンブルドン選手権は1974年、全米オープンは1976年から現在のような128名のトーナメント方式で行われている。ヤウソベッツの現役選手時代は、4大大会のトーナメント・システムにも大きな変更が加えられた過渡期でもあった。
その過渡期を経て、ヤウソベッツは1983年の全仏オープンで5年ぶり3度目の決勝進出を果たす。この度は前2回とは異なり、128名によるトーナメントで7試合を勝ち抜いた。しかし決勝戦でクリス・エバート・ロイドに 1-6, 2-6 で完敗し、同大会で2度目の準優勝に終わった。1987年の全仏オープン1回戦で、31歳に近づいたヤウソベッツはハナ・マンドリコワに 0-6, 0-6 で完敗し、1ゲームも取れなかった。1988年の全豪オープン1回戦でもマンドリコワに 4-6, 1-6 で敗れている。これがヤウソベッツの最後の4大大会出場となり、1988年に32歳で現役を引退した。
ヤウソベッツの引退後、1989年からユーゴスラビア出身のモニカ・セレシュが世界的な活躍を始めた。セレシュはユーゴスラビア出身のテニス選手として「ヤウソベッツ以来2人目の」女子チャンピオンである。 